# Taylor Sands
Taylor Sands (Nimega, 18 de diciembre de 1992) es una actriz pornográfica y modelo erótica neerlandesa.

## Biografía
Nació en diciembre de 1992 en la ciudad neerlandesa de Nimega, situada en la provincia de Güeldres. Respondió a un anunció que buscaban modelos eróticas para unas sesiones en Portugal, fue así cuando entró en la industria pornográfica, en la que debutó como actriz en 2014, a los 22 años de edad.
Como actriz ha trabajado para estudios como Amateur Allure, Tushy, Blacked, Brazzers, Evil Angel, Girlfriends Films, 21Sextury, Digital Playground, Lethal Hardcore, Cumlouder, SexArt, Reality Kings, Marc Dorcel o Private, entre otros.
En 2016 consiguió tres nominaciones en los Premios AVN tanto a Artista femenina extranjera del año como dos a la Mejor escena de sexo en producción extranjera por las películas Married Women y Waltz With Me.
Ha rodado más de 270 películas.
Algunos de sus trabajos son Anal Models 3, Be Gentle With Me, Couples and Teens, Dime Piece, First Time Stories, Girls With Toys, Good Hard Fucking, Lesbian Lust, Niet Normaal, Pussy Party, Sexual Surrender o Young Girl Foot Fantasies.

## Premios y nominaciones
| Año  | Ceremonia           | Resultado | Premio                                                       | Trabajo                                                   |
| ---- | ------------------- | --------- | ------------------------------------------------------------ | --------------------------------------------------------- |
| 2016 | Premios AVN         | Nominada  | Artista femenina extranjera del año                          | —                                                         |
| 2016 | Premios AVN         | Nominada  | Mejor escena de sexo en producción extranjera                | Married Women                                             |
| 2016 | Premios AVN         | Nominada  | Mejor escena de sexo en producción extranjera                | Waltz With Me                                             |
| 2018 | Premios XBIZ Europa | Nominada  | Mejor escena de sexo lésbico                                 | Lesbian Romance                                           |
| 2018 | Spank Bank Awards   | Nominada  | Most Luscious Labia                                          | —                                                         |
| 2018 | Spank Bank Awards   | Nominada  | Natural Born Cock Killer                                     | —                                                         |
| 2018 | Spank Bank Awards   | Nominada  | Ravishing Redhead of the Year                                | —                                                         |
| 2019 | Premios AVN         | Nominada  | Mejor escena de sexo de chico/chica en producción extranjera | Taylor Sands Gest Two Creampies in Her Hairy Pussy in POV |
| 2019 | Premios AVN         | Nominada  | Mejor escena de sexo en realidad virtual                     | Star Wars: A XXX Parody                                   |